# Mukhayriq
Mukhayrīq ibn al-Naḍīr (in arabo مخيريق بن النضير‎?; Yathrib, ... – Uhud, 23 marzo 625) fu un rabbino che visse a Medina. Amico di Maometto, combatté al suo fianco nella battaglia di Uhud del 625, in cui perse la vita.

## Biografia
Mukhayriq era un ricco e dotto rabbino, rispettato capo del clan ebraico degli Thaʿlaba ibn Fiṭyawn, appartenente alla tribù dei B. Qaynuqāʿ, anche se non si sa se fossero originariamente ebrei o invece Arabi giudaizzati.
La battaglia di Uhud fu combattuta tra le forze islamiche di Medina, guidate dal profeta Maometto, e un esercito pagano guidato da Abu Sufyan, nel marzo del 625. Lo scontro avvenne di sabato, il settimo giorno della settimana ebraica, un giorno sacro per l'Ebraismo. Nonostante il rispetto che ogni ebreo deve portare per lo Shabbat, Mukhayriq decise lo stesso di lottare al fianco di Maometto, chiedendo alla sua tribù di unirsi alla battaglia contro i Meccani aggressori, nel rispetto degli impegni presi con il Rescritto di Medina. Alcuni accettarono di lottare, ma altri invece ricordarono al rabbino l'importanza del rispetto verso il sabato. Mukhayriq rispose loro che "non avevano nessun sabato", rimproverandoli severamente, accusandoli di non aver capito il significato nascosto del sabato. Egli diede disposizione che, se fosse stato ucciso in battaglia, tutte le sue ricchezze, tra cui delle palme da dattero, sarebbero dovute andare a Maometto. Mukhayriq cadde in battaglia e fu chiamato presto "il martire ebreo dell'Islam". Quando Maometto, gravemente ferito, venne a sapere della morte eroica di Mukhayriq, lo descrisse come "il migliore tra gli ebrei".
Si è incerti circa una sua conversione all'Islam, asserita da qualche cronista musulmano.
I sette giardini e le altre ricchezze che Maometto ereditò dal rabbino vennero utilizzate per l'istituzione di un Waqf, la prima "associazione caritatevole dell'Islam".